# Cheranallur
Cheranallur es una ciudad censal situada en el distrito de Ernakulam en el estado de Kerala (India). Su población es de 30594 habitantes (2011). Se encuentra a 15 km de Cochín y a 59 km de Thrissur.

## Demografía
Según el censo de 2011 la población de Cheranallur era de 30594 habitantes, de los cuales 15157 eran hombres y 15437 eran mujeres. Cheranallur tiene una tasa media de alfabetización del 97,52%, superior a la media estatal del 94%: la alfabetización masculina es del 98,35%, y la alfabetización femenina del 96,71%.